# Yunus Çankaya
Yunus Çankaya (Istanbul, 23 febbraio 1985) è un cestista turco.

## Carriera
Con la Turchia ha disputato i Giochi del Mediterraneo di Pescara 2009.